# Ljekoviti odoljen
Ljekoviti odoljen (valerijana, obični odoljen; lat. Valeriana officinalis) je višegodišnja zeljasta biljka iz porodice kozokrvnica ili bazgovki (Caprifoliaceae), nekada uključivana vlastitoj porodici Valerianaceae (odoljenovke). Cvate ljeti bijelim ili ružičastim cvjetovima. Naraste do 2 metra visine. Ljekovito korijenje je razgranato i raste do dužine od 20 centimetara. Raste u cijeloj Europi, osim Portugala. Biljka je ljekovita. Listovi su nazubljeni i oni bliže korijenu se donekle razlikuju od onih pri vrhu. Cvjetovi mogu biti bijeli ili ružičasti. Valerijana cvjeta od srpnja do kolovoza. Sjeme sazrijeva od lipnja do rujna. Biljka dobro podnosi hladnu klimu. 

## Kemijski sastav
Precizan kemijski sastav korijena valerijane i eteričnog ulja zavisi od nekoliko čimbenika: vrste valerijane, mjesta i vremena berbe i dijela korijena. Navedene vrijednosti su promjenljive. Tanji djelovi korijena sadrže, 1-2% eteričnog ulja (Valerianae aetheroleum). Deblji i stariji dijelovi korijena sadrže više izo-valerijanske kiseline.
Eterično ulje sadrži najvećim dijelom bronil-izovalerijanat, slobodni borenol i izo-valerijansku kiselinu, terpineola, pinena, kamfena, limonena i neke složenije spojeve borneola s mravljom i Valerianae aetheroleumm kiselinom. U nekim proizvodnim serijama ustanovljeno je i prisustvo glikozida–valerozida, zatim tanina i saponina. Korijen i eterično ulje sadrže i manje količine organskih kiselina kao što su: palmitinska, mravlja, octena i jabučna.

## Upotreba valerijane u medicini
Valerijana je službena medicinska biljka prema farmakopeji bivše Jugoslavije, Njemačke i Velike Britanije, prvenstveno korijen (radix) i tinktura. Valerijana se poglavito koristi za uspostavljanje živčane ravnoteže. Zbog kemijskog sastava, djeluje na središnji živčani sustav, smanjuje spazam mišićne mase, regulira rad srca, pojačava izlučivanje žuči. Kod holecistitisa djeluje kao antispazomodik. Indikacije: holescititis, diskinezija, neurastenije, neuroze, histerija, hipersenzibilitet, astma na nervnoj bazi, insomnija (nesanica), tahikardija i slično.

## Primjena u pučkoj medicini
Pučki liječnici preporučuju valerijanu ženama u klimakteriju, te kod napadaja migrene i histerije. Koristi se u obliku čaja za liječenje od alkoholizma. Ostale primjene u narodnoj medicini su identične primjenama u suvremenoj medicini.

## Vanjske poveznice
- Valeriana officinale
- Ljekovita svojstva valerijane
- Odoljen – Valeriana officinale  Arhivirana inačica izvorne stranice od 21. siječnja 2015. (Wayback Machine)